# 一定要喜歡社團活動嗎？
《一定要喜歡社團活動嗎？》是日本漫畫家いづみかつき所創作的日本漫畫作品。於《GANGAN ONLINE》2016年5月2日至2017年3月6日進行連載。單行本全2卷。2018年10月於日本電視台播放改編電視劇。

## 登場人物
西野
足球社所属高校2年生。個性較為狡猾和聰明。
窪田
足球社所属高校2年生。個性較為膽小。
大山
足球社所属高校2年生。個性較為自由奔放且天真。
一色
足球社所属高校3年生，擔任副社長的職務。
松岡
足球社所属高校3年生，擔任社長的職務。
鹽田
足球社所属高校1年生。
小森
棒球社擔任經理的高校2年生。雖是常識人但是常常論述一些奇妙的話語。
上田
足球社顧問。

## 出版書籍
| 冊數 | 史克威爾艾尼克斯 | 史克威爾艾尼克斯       |
| 冊數 | 發售日期         | ISBN                   |
| ---- | ---------------- | ---------------------- |
| 1    | 2016年10月22日   | ISBN 978-4-7575-5131-2 |
| 2    | 2017年5月22日    | ISBN 978-4-7575-5347-7 |

- 新装版：2018年10月10日発売、ISBN 978-4-7575-5902-8

## 電視劇
2018年10月23日至12月25日期間於日本電視台的Sindora時段播出。主演由King & Prince團員髙橋海人、神宮寺勇太、岩橋玄樹三人擔當。

### 演員列表
- 西野 - 高橋海人（King & Prince）[2]
- 窪田 - 神宮寺勇太（King & Prince）[2]
- 大山 - 岩橋玄樹（King & Prince）[2]
- 一色 - 森本慎太郎（SixTONES/Johnny's Jr.）[3][4]
- 松岡 - 中島廣稀[4]
- 塩田 - 堀家一希[4]
- 小森 - 古川琴音[4]
- 上田 - 吉田鋼太郎[4]
- 廣島 - 岡山天音
- 山下 - 花坂椎南[4]

### 製作人員
- 原作 - いづみかつき
- 脚本 - 加藤拓也[5]
- 演出 - 中莖強、松山雅則
- 音樂 - 小畑貴裕
- 主題曲 - King & Prince「Memorial」（Johnnys’Universe / Universal J）[2]
- 編成企画 - 田中宏史、國谷茉莉
- 企画製作人 - 長松谷太郎、三上絵里子
- 多媒體製作人 - 高島陽子
- 協力製作人 - 松山雅則
- 製作人 - 大倉寛子、高橋淳之介、戸倉亮爾
- 主要製作人 - 池田健司
- 制作協力 - TOTAL MEDIA COMMUNICATION
- 主要製作公司 - AXON
- 製作著作 - 日本電視台、J Storm

### 播放日程
| 話数   | 播放日期 | 標題                  | 演出     |
| ------ | -------- | --------------------- | -------- |
| 第1話  | 10月23日 | Episode 1             | 中茎強   |
| 第2話  | 10月30日 | Episode 2 Episode 3   | 中茎強   |
| 第3話  | 11月06日 | Episode 4 Episode 5   | 中茎強   |
| 第4話  | 11月13日 | Episode 6 Episode 7   | 中茎強   |
| 第5話  | 11月20日 | Episode 8 Episode 9   | 松山雅則 |
| 第6話  | 11月27日 | Episode 10            | 松山雅則 |
| 第7話  | 12月04日 | Episode 11 Episode 12 | 中茎強   |
| 第8話  | 12月11日 | Episode 13            | 松山雅則 |
| 第9話  | 12月18日 | Episode 14            | 中茎強   |
| 最終話 | 12月25日 | Episode 15            | 中茎強   |

### 播放電視台
| 播放日期                  | 播放時間                                          | 播放電視台     | 播放地區   | 備考       |
| ------------------------- | ------------------------------------------------- | -------------- | ---------- | ---------- |
| 2018年10月23日 - 12月25日 | 火曜 0:59 - 1:29                                  | 日本電視台     | 關東廣域圈 | 製作電視台 |
|                           |                                                   | 山梨放送       | 山梨縣     |            |
| 2018年10月29日 -          | 星期一 2:31 - 3:01 （2話以後 : 星期一 2:35 - 3:05 | 讀賣電視台     | 近畿廣域圈 |            |
| 2018年10月30日 -          | 星期二 1:59 - 2:29                                | 福岡放送       | 福岡縣     |            |
| 2018年10月31日 -          | 星期三 2:04 - 2:34                                | 靜岡第一電視台 | 靜岡縣     |            |
| 2018年11月1日 -           | 星期四 1:43 - 2:13                                | 中京電視台     | 中京廣域圈 |            |
| 2018年11月4日 -           | 星期日 1:25 - 1:55                                | 青森放送       | 青森縣     |            |
| 2019年2月3日 -            |                                                   | 高知放送       | 高知縣     |            |
| 2019年2月10日 - 4月14日   | 星期日 1:15 - 1:45                                | 新潟電視台     | 新潟縣     |            |

## 外部連結
- 部活、好きじゃなきゃダメですか? - GANGAN ONLINE官方網站 （页面存档备份，存于）
- 部活、好きじゃなきゃダメですか? - 日本電視台 （页面存档备份，存于）
- 【公式】部活、好きじゃなきゃダメですか?的X（前Twitter）
- 【公式】部活、好きじゃなきゃダメですか?的Instagram帳戶